# Julien Frison
 (septembre 2019).
Si vous disposez d'ouvrages ou d'articles de référence ou si vous connaissez des sites web de qualité traitant du thème abordé ici, merci de compléter l'article en donnant les références utiles à sa vérifiabilité et en les liant à la section « Notes et références ».
Pour les articles homonymes, voir Frison.
Julien Frison est un acteur belge né le 18 juillet 1993 à Etterbeek.

## Biographie
Après avoir fait ses études secondaires à l'Athénée Royal de Rixensart, il arrive à Paris à l'âge de 19 ans et accède à la troisième année du cours Florent. En 2013, il entre au Conservatoire national supérieur d'art dramatique de Paris. 
Le 5 mai 2016, il devient pensionnaire de la Comédie-Française à l'âge de 22 ans. Lors de l'assemblée générale de la société des comédiens français du 22 décembre 2023, il devient le 541e sociétaire de l'institution.

## Filmographie

### Cinéma
- 2006 : Odette Toulemonde d'Éric-Emmanuel Schmitt : François Balsan
- 2007 : Big City de Djamel Bensalah : Wallace
- 2008 : Un monde à nous de Frédéric Balekdjian : Lucas
- 2009 : Sommeil blanc de Jean-Paul Guyon : Romain
- 2009 : Un ange à la mer de Frédéric Dumont : Quentin
- 2012 : Rondo d'Olivier van Malderghem : Simon
- 2016 : Le Fantôme de Canterville de Yann Samuell : Erwan
- 2017 : L'Amant d'un jour de Philippe Garrel : un danseur
- 2021 : L'Événement d'Audrey Diwan : Maxime
- 2022 : La Nuit du 12 de Dominik Moll : Boris
- 2023 : Les Trois Mousquetaires : D'Artagnan de Martin Bourboulon : Gaston de France
- 2023 : Les Trois Mousquetaires : Milady de Martin Bourboulon : Gaston de France
- 2023 : Le Théorème de Marguerite d'Anna Novion : Lucas
- 2025 : Lune de miel avec ma mère de Nicolas Cuche : Lucas

### Télévision
- 2006 : Bataille natale (téléfilm) d'Anne Deluz : Maxime
- 2007 : J'ai pensé à vous tous les jours (téléfilm) de Jérôme Foulon : Mathieu
- 2009 : À tort ou à raison (série télévisée) d'Alain Brunard
- 2009 : Revivre (mini-série télévisée) de Haim Bouzaglo, épisode 1 : Marc Weil
- 2009-2015 : Mes amis, mes amours, mes emmerdes... (série télévisée) de Jérôme Navarro : Romain
- 2011 : L'Épervier (série télévisée) de Stéphane Clavier : Nicolas
- 2011-2013 : Trop potes (série télévisée) : Charles (dans 90 épisodes)
- 2012 : Le jour où tout a basculé à l'audience, épisode Volée par sa concierge (Amours volées) : Bastien Charvet
- 2012-2017 : Nos chers voisins (série télévisée) : Jacques-Étienne, l'aîné de la famille Dubernet-Carton
- 2020 : La Révolution (série télévisée) de Gaia Guasti et Aurélien Molas : Donatien de Montargis
- 2023 : Tapie (mini-série télévisée) de Tristan Séguéla : Alexis Clairet de Granval
- 2023 : Sambre (mini-série télévisée) de Jean-Xavier de Lestrade : Jean-Pierre Blanchot

## Théâtre
- 2015 : Novecento, d'Alessandro Baricco, mise en scène Emmanuel Besnault, Cnsad
- 2015 De l'ambition, texte et mise en scène de Yann Reuzeau, Théâtre du Soleil, Cartoucherie de Vincennes
- 2016 : Un chapeau de paille d'Italie, d'Eugène Labiche, mise en scène Giorgio Barberio Corsetti, Comédie-Française
- 2016 : Les Rustres, de Carlo Goldoni, mise en scène Jean-Louis Benoît, Comédie-Française
- 2017 : Lucrèce Borgia, de Victor Hugo, mise en scène Denis Podalydès, Comédie-Française
- 2017 La Résistible Ascension d'Arturo Ui, de Bertolt Brecht, mise en scène Katharina Thalbach, Comédie-Française
- 2017 : L'Hôtel du libre échange, de Georges Feydeau, mise en scène Isabelle Nanty, Comédie-Française
- 2017 : Cyrano de Bergerac, d'Edmond Rostand, mise en scène Denis Podalydès, Comédie-Française
- 2017 : Les Fourberies de Scapin, de Molière, mise en scène Denis Podalydès, Comédie-Française
- 2017 : Le Cerf et le chien, de Marcel Aymé, mise en scène Véronique Vella, Comédie-Française
- 2018 : L'Éveil du printemps, de Frank Wedekind, mise en scène Clément Hervieu-Léger, Comédie-Française
- 2018 : La Nuit des rois, de William Shakespeare, mise en scène Thomas Ostermeier, Comédie-Française
- 2018 : La Petite Sirène, d'après Hans Christian Andersen, mise en scène Géraldine Martineau, Comédie-Française
- 2019 : La Vie de Galilée, de Bertolt Brecht, mise en scène Éric Ruf, Comédie-Française
- 2020 : Hors-la-loi, texte et mise en scène de Pauline Bureau, Comédie-Française
- 2020 : Les Fausses confidences de Marivaux, Comédie-Française
- 2020 : La Puce à l'oreille de Georges Feydeau, mise en scène Lilo Baur, Salle Richelieu : Rugby
- 2021 : La Cerisaie de Anton Tchekhov, mise en scène de Clément Hervieu-Léger, Salle Richelieu
- 2022 : Tartuffe ou l'Hypocrite de Molière, mis en scène de Ivo Van Hove, Comédie-Française : Damis, fils d'Orgon[3]
- 2022 : Le Roi Lear de William Shakespeare, mise en scène Thomas Ostermeier, Salle Richelieu
- 2023 : La mort de Danton de Georg Büchner, mise en scène Simon Delétang, Salle Richelieu
- 2024 : Macbeth de William Shakespeare, mise en scène Silvia Costa, Salle Richelieu
- 2025 : Une mouette d'après Anton Tchekhov, mise en scène Elsa Granat, Salle Richelieu

## Doublage

### Films
- Caleb Landry Jones dans : 
  - The Dead Don't Die (2019) : Bobby Wiggins
  - Finch (2021) : Jeff l’androïde (voix)

- 2016 : Carol : Dannie (John Magaro)
- 2021 : Cher Evan Hansen : Connor Murphy (Colton Ryan)
- 2021 : Tre piani : Andrea (Alessandro Sperduti (it))

### Livres audios
- 2017 : CHERUB : 100 jours en enfer[4]
- 2018 : CHERUB : Trafic[4]

### Films d'animation
- 2021 : Belle : Kamishin
- 2022 : Les Minions 2 : Il était une fois Gru : l'enfant qui fête son anniversaire

## Distinctions

### Récompense
- Festival Jean Carmet 2023 : Prix du Jury et du Prix du public du meilleur second rôle pour Le Théorème de Marguerite

### Nominations
- César 2024 : meilleure révélation masculine pour Le Théorème de Marguerite